# Emil Scaria
Emil Scaria   (Graz, 18 de setembre de 1838 - Blesewitz, 23 de juliol de 1886) va ser un cantant d'òpera austríac amb veu baixa. Va cantar a nombrosos escenaris de tota Alemanya i des del 1873 va ser membre del k.u.k de Viena. Court Opera. A la dècada de 1880 va fer aparicions a Londres, París, Roma, Sant Petersburg i els Estats Units.
Scaria va ser el primer "Escamillo" fora de França, el primer "Wotan" a Viena, Berlín i Londres. El 1882 va cantar "Gurnemanz" en l'estrena mundial del Parsifal de Richard Wagner al Festival de Bayreuth. Scaria va morir d'un col·lapse.
Scaria era fill d'un metge a Graz. Ja es dedicava a estudis de cant a casa dels seus pares. Va anar a Viena per estudiar dret i, al mateix temps, prenia regularment classes de cant amb Giovanni Gentiluomo. Altres professors van ser Josef Netzer a Graz i Richard Lewy a Viena. El 14 d'abril de 1860 va debutar a Pest com a comte de Saint-Bris a Les huguenots de Meyerbeer. El debut no va ser bo, i va ser acomiadat. Va ser similar per a ell a Brno, Magdeburg i Frankfurt del Main, on va fer aparicions com a convidats com Sarastro, Cardenal, Ermità i Justinià. Se li va aconsellar que abandonés la seva carrera teatral. Scaria no es va desanimar i el 1862 va anar a Londres per estudiar més. Allà es va convertir en alumne del baríton Manuel Patricio Rodríguez Sitches, va avançar ràpidament i va cantar un concert al Crystal Palace. Entre el públic hi havia el compositor i director d'orquestra Franz Abt, que després el va recomanar a Dessau.

## Col·lapse i mort
El 24 de gener de 1886 va cantar Landgrave al Tannhäuser und der Sängerkrieg auf Wartburg. a l'Òpera de la cort de Viena. Durant aquesta actuació "la malaltia latent va esclatar d'una manera terrible", va dir Angelo Neumann. El cantant va haver de preguntar a l'actriu que va interpretar a Elisabeth durant el segon acte quina òpera s'estava donant avui. L'actuació va acabar amb la crisi nerviosa completa del cantant. Després es va retirar a Blasewitz, on probablement va fer construir dues vil·les al carrer que després va rebre el seu nom i va viure a la casa número 11. Va morir el 22 de juliol de 1886 a Blasewitz. Va ser enterrat a Frankfurt del Main, on sovint havia cantat com a convidat al teatre de l'òpera.
Hi ha una àmplia gamma d'especulacions sobre el que podria haver provocat el col·lapse de Scaria, des del treball excessiu en general i el sobreesforç passant pels jocs de Wagner en particular fins a la febre borsària com a resultat de les seves inversions especulatives a la pèrdua progressiva de memòria, que ja s'havia anunciat a els anys anteriors segons Richard Sternfeld.

## Característica de la veu
No hi ha cap altre cantant a la història de l'òpera que pugui cantar Osmin, la part més profunda del baix, a més de Wotan, Figaro, Falstaff i l'heroi baríton Escamillo. El seu abast vocal va des del baix profund fins a papers lírics i dramàtics de baríton baix fins al clàssic baríton cavaller, a tot arreu, segons Richard Sternfeld a la "Neue Deutsche Biographie", ["va destacar beneficiós per la seva voluntat d'aprendre, seguretat i treball subtil dels rols."]
La veu d'Emil Scaria es presenta com a gran, potent i plena de notes fosques, la seva dicció tan clara i exemplar. El crític musical vienès Eduard Hanslick va escriure que les notes altes acuradament apagades formaven un gran contrast amb la força dels registres baix i mitjà. El crític berlinès Paul Lindau, que era força crític amb Wagner i Bayreuth, el va elogiar com a "cantant amb una veu potent, plena i clara, excel·lentment format, amb una pronunciació impecablement nítida, una declaració comprensiva i un joc excel·lent".

## Estrenes mundials
- 1868 Franz von Holstein: Haideschacht - Teatre de la Cort Reial de Dresden
- 1877 Ignaz Brüll: `Der Landfriede - k. u. k. Hofoper zu Wien (Cavaller de Bofesen)
- 1882 Richard Wagner: Parsifal - Festival de Bayreuth (Gurnemanz)